# Saison 2023-2024 du Magic d'Orlando
La saison 2023-2024 du Magic d'Orlando est la 35e saison de la franchise au sein de la National Basketball Association (NBA).
Le 14 avril, le Magic se qualifie pour les playoffs et est assuré de terminer premier de la Division Sud-Est. 
Le 5 mai, ils sont éliminés par les Cavaliers de Cleveland au premier tour des playoffs (3-4). 

## Draft
| Tour | Choix | Joueur            | Poste | Nationalité | Provenance               |
| ---- | ----- | ----------------- | ----- | ----------- | ------------------------ |
| 1    | 6     | Anthony Black     | SG/PG | États-Unis  | Razorbacks de l'Arkansas |
| 1    | 11    | Jett Howard       | SF    | États-Unis  | Wolverines du Michigan   |
| 2    | 36    | Andre Jackson Jr. | SG    | États-Unis  | Huskies du Connecticut   |

## Matchs

### Summer League
| Summer League Total: 0-5 |

| Match | Date match | Équipe   | Score    | Meilleur marqueur  | Meilleur rebondeur | Meilleur passeur           | Lieux Spectateurs      | Série |
| ----- | ---------- | -------- | -------- | ------------------ | ------------------ | -------------------------- | ---------------------- | ----- |
| 1     | 8 juillet  | Détroit  | D 78-89  | Kevon Harris (21)  | Kevon Harris (6)   | Anthony Black (5)          | Thomas & Mack Center 0 | 0 - 1 |
| 2     | 10 juillet | Indiana  | D 85-108 | Caleb Houstan (18) | D. J. Wilson (8)   | Jett Howard (5)            | Thomas & Mack Center 0 | 0 - 2 |
| 3     | 12 juillet | New York | D 80-82  | Jett Howard (22)   | Anthony Black (14) | Anthony Black (4)          | Thomas & Mack Center 0 | 0 - 3 |
| 4     | 13 juillet | Portland | D 71-88  | Dexter Dennis (16) | Au'Diese Toney (7) | Quinndary Weatherspoon (6) | Thomas & Mack Center 0 | 0 - 4 |
| 5     | 15 juillet | Boston   | D 77-94  | Robert Baker (15)  | Robert Baker (11)  | Hardy, Weatherspoon (3)    | Thomas & Mack Center 0 | 0 - 5 |

### Pré-saison
| Pré-saison Total: 3-1 (Domicile : 1-1; Extérieur : 2-0) |

| Match | Date match | Équipe                | Score     | Meilleur marqueur   | Meilleur rebondeur     | Meilleur passeur   | Lieux Spectateurs                | Série |
| ----- | ---------- | --------------------- | --------- | ------------------- | ---------------------- | ------------------ | -------------------------------- | ----- |
| 1     | 10 octobre | @ La Nouvelle-Orléans | V 122-105 | Cole Anthony (13)   | Paolo Banchero (6)     | Markelle Fultz (5) | Smoothie King Center 16 058      | 1 - 0 |
| 2     | 12 octobre | @ Cleveland           | V 108-105 | Franz Wagner (18)   | Wendell Carter Jr. (6) | Paolo Banchero (6) | Rocket Mortgage FieldHouse 9 265 | 2 - 0 |
| 3     | 17 octobre | La Nouvelle-Orléans   | D 92-104  | Franz Wagner (19)   | Wendell Carter Jr. (6) | Markelle Fultz (6) | Amway Center 17 622              | 2 - 1 |
| 4     | 20 octobre | Flamengo              | V 109-76  | Trevelin Queen (24) | Admiral Schofield (9)  | Anthony Black (5)  | Amway Center 16 624              | 3 - 1 |

### Saison régulière
| Saison régulière Total: 47-35 (Domicile : 29-12; Extérieur : 18-23) |

| Match | Date match | Équipe          | Score     | Meilleur marqueur   | Meilleur rebondeur        | Meilleur passeur     | Lieux Spectateurs       | Série |
| ----- | ---------- | --------------- | --------- | ------------------- | ------------------------- | -------------------- | ----------------------- | ----- |
| 1     | 25 octobre | Houston         | V 116-86  | Cole Anthony (20)   | Anthony, Carter Jr. (8)   | Banchero, Ingles (5) | Amway Center 18 846     | 1 - 0 |
| 2     | 27 octobre | @ Portland      | V 102-97  | Franz Wagner (23)   | Carter Jr., M. Wagner (9) | Markelle Fultz (6)   | Moda Center 19 464      | 2 - 0 |
| 3     | 30 octobre | @ L.A. Lakers   | D 103-106 | Gary Harris (17)    | Trois joueurs (8)         | Markelle Fultz (8)   | Crypto.com Arena 18 997 | 2 - 1 |
| 4     | 31 octobre | @ L.A. Clippers | D 102-118 | Paolo Banchero (15) | Carter Jr., F. Wagner (8) | Paolo Banchero (4)   | Crypto.com Arena 14 014 | 2 - 2 |

| Match                                                                      | Date match  | Équipe      | Score     | Meilleur marqueur       | Meilleur rebondeur      | Meilleur passeur       | Lieux Spectateurs             | Série  |
| -------------------------------------------------------------------------- | ----------- | ----------- | --------- | ----------------------- | ----------------------- | ---------------------- | ----------------------------- | ------ |
| 5                                                                          | 2 novembre  | @ Utah      | V 115-113 | Paolo Banchero (30)     | Wendell Carter Jr. (10) | Cole Anthony (7)       | Delta Center 18 206           | 3 - 2  |
| 6                                                                          | 4 novembre  | L.A. Lakers | V 120-101 | Franz Wagner (26)       | Goga Bitadze (10)       | Paolo Banchero (10)    | Amway Center 18 846           | 4 - 2  |
| 7                                                                          | 6 novembre  | Dallas      | D 102-117 | Paolo Banchero (22)     | Goga Bitadze (6)        | Jalen Suggs (7)        | Amway Center 19 409           | 4 - 3  |
| 8                                                                          | 9 novembre  | Atlanta     | D 119-120 | Jalen Suggs (21)        | Paolo Banchero (8)      | Joe Ingles (5)         | Arena Ciudad de México 19 986 | 4 - 4  |
| 9                                                                          | 11 novembre | Milwaukee   | V 112-97  | Paolo Banchero (26)     | Paolo Banchero (12)     | Banchero, Ingles (5)   | Amway Center 19 354           | 5 - 4  |
| 10                                                                         | 14 novembre | @ Brooklyn* | D 104-124 | Franz Wagner (21)       | Franz Wagner (8)        | Franz Wagner (5)       | Barclays Center 17 361        | 5 - 5  |
| 11                                                                         | 15 novembre | @ Chicago   | V 96-94   | Paolo Banchero (17)     | Goga Bitadze (11)       | Jalen Suggs (5)        | United Center 19 092          | 6 - 5  |
| 12                                                                         | 17 novembre | @ Chicago*  | V 103-97  | Franz Wagner (21)       | Jonathan Isaac (9)      | Cole Anthony (7)       | United Center 20 235          | 7 - 5  |
| 13                                                                         | 19 novembre | @ Indiana   | V 128-116 | Paolo Banchero (24)     | Goga Bitadze (8)        | Joe Ingles (6)         | Gainbridge Fieldhouse 17 276  | 8 - 5  |
| 14                                                                         | 21 novembre | Toronto*    | V 126-107 | Paolo Banchero (25)     | Goga Bitadze (7)        | Cole Anthony (10)      | Amway Center 18 846           | 9 - 5  |
| 15                                                                         | 22 novembre | Denver      | V 124-119 | Franz Wagner (27)       | Goga Bitadze (12)       | Joe Ingles (7)         | Amway Center 18 237           | 10 - 5 |
| 16                                                                         | 24 novembre | Boston*     | V 113-96  | Moritz Wagner (27)      | Franz Wagner (8)        | Anthony, F. Wagner (6) | Amway Center 18 846           | 11 - 5 |
| 17                                                                         | 26 novembre | Charlotte   | V 130-117 | Anthony, F. Wagner (30) | Cinq joueurs (7)        | Paolo Banchero (8)     | Amway Center 18 846           | 12 - 5 |
| 18                                                                         | 29 novembre | Washington  | V 139-120 | Franz Wagner (31)       | Goga Bitadze (7)        | Joe Ingles (6)         | Amway Center 17 109           | 13 - 5 |
| *Matchs comptant pour la phase de groupe du NBA In-Season Tournament 2023. |             |             |           |                         |                         |                        |                               |        |

| Match | Date match   | Équipe       | Score     | Meilleur marqueur       | Meilleur rebondeur     | Meilleur passeur         | Lieux Spectateurs                 | Série   |
| ----- | ------------ | ------------ | --------- | ----------------------- | ---------------------- | ------------------------ | --------------------------------- | ------- |
| 19    | 1er décembre | Washington   | V 130-125 | Franz Wagner (31)       | Paolo Banchero (13)    | Franz Wagner (8)         | Amway Center 18 846               | 14 - 5  |
| 20    | 2 décembre   | @ Brooklyn   | D 101-129 | Anthony, F. Wagner (20) | Paolo Banchero (10)    | Paolo Banchero (8)       | Barclays Center 17 966            | 14 - 6  |
| 21    | 6 décembre   | @ Cleveland  | D 111-121 | Paolo Banchero (42)     | Cole Anthony (7)       | Franz Wagner (9)         | Rocket Mortgage FieldHouse 19 432 | 14 - 7  |
| 22    | 8 décembre   | Détroit      | V 123-91  | Franz Wagner (27)       | Goga Bitadze (8)       | Cole Anthony (6)         | Amway Center 18 655               | 15 - 7  |
| 23    | 11 décembre  | Cleveland    | V 104-94  | Paolo Banchero (20)     | Paolo Banchero (10)    | Trois joueurs (4)        | Amway Center 19 032               | 16 - 7  |
| 24    | 15 décembre  | @ Boston     | D 111-128 | Jalen Suggs (19)        | Goga Bitadze (11)      | Banchero, F. Wagner (5)  | TD Garden 19 156                  | 16 - 8  |
| 25    | 17 décembre  | @ Boston     | D 97-114  | Paolo Banchero (36)     | Paolo Banchero (10)    | Franz Wagner (6)         | TD Garden 19 156                  | 16 - 9  |
| 26    | 20 décembre  | Miami        | D 106-115 | Cole Anthony (20)       | Paolo Banchero (8)     | Paolo Banchero (8)       | Kia Center 19 129                 | 16 - 10 |
| 27    | 21 décembre  | @ Milwaukee  | D 114-118 | Franz Wagner (29)       | Cole Anthony (11)      | Anthony, F. Wagner (6)   | Fiserv Forum 17 928               | 16 - 11 |
| 28    | 23 décembre  | @ Indiana    | V 117-110 | Paolo Banchero (34)     | Wendell Carter Jr. (8) | Banchero, Carter Jr. (4) | Gainbridge Fieldhouse 17 274      | 17 - 11 |
| 29    | 26 décembre  | @ Washington | V 127-119 | Franz Wagner (28)       | Franz Wagner (8)       | Franz Wagner (9)         | Capital One Arena 16 293          | 18 - 11 |
| 30    | 27 décembre  | Philadelphie | D 92-112  | Franz Wagner (24)       | Paolo Banchero (9)     | Banchero, Black (4)      | Kia Center 19 179                 | 18 - 12 |
| 31    | 29 décembre  | New York     | V 117-108 | Franz Wagner (32)       | Moritz Wagner (11)     | Jalen Suggs (6)          | Kia Center 19 587                 | 19 - 12 |
| 32    | 31 décembre  | @ Phoenix    | D 107-112 | Paolo Banchero (28)     | Paolo Banchero (9)     | Paolo Banchero (7)       | Footprint Center 17 071           | 19 - 13 |

| Match | Date match | Équipe          | Score           | Meilleur marqueur       | Meilleur rebondeur      | Meilleur passeur        | Lieux Spectateurs               | Série   |
| ----- | ---------- | --------------- | --------------- | ----------------------- | ----------------------- | ----------------------- | ------------------------------- | ------- |
| 33    | 2 janvier  | @ Golden State  | D 115-121       | Paolo Banchero (27)     | Paolo Banchero (12)     | Paolo Banchero (6)      | Chase Center 18 064             | 19 - 14 |
| 34    | 3 janvier  | @ Sacramento    | D 135-138 (2OT) | Paolo Banchero (43)     | Wendell Carter Jr. (7)  | Trevelin Queen (6)      | Golden 1 Center 17 832          | 19 - 15 |
| 35    | 5 janvier  | @ Denver        | V 122-120       | Paolo Banchero (32)     | Moritz Wagner (11)      | Paolo Banchero (11)     | Ball Arena 19 659               | 20 - 15 |
| 36    | 7 janvier  | Atlanta         | V 117-110 (OT)  | Paolo Banchero (35)     | Goga Bitadze (14)       | Cole Anthony (5)        | Kia Center 19 349               | 21 - 15 |
| 37    | 9 janvier  | Minnesota       | D 92-113        | Moritz Wagner (21)      | Chuma Okeke (10)        | Anthony Black (4)       | Kia Center 19 223               | 21 - 16 |
| 38    | 12 janvier | @ Miami         | D 96-99         | Paolo Banchero (25)     | Goga Bitadze (9)        | Banchero, Ingles (6)    | Kaseya Center 19 650            | 21 - 17 |
| 39    | 13 janvier | @ Oklahoma City | D 100-112       | Paolo Banchero (20)     | Banchero, Bitadze (9)   | Paolo Banchero (8)      | Paycom Center 18 203            | 21 - 18 |
| 40    | 15 janvier | @ New York      | V 98-94         | Paolo Banchero (20)     | Goga Bitadze (11)       | Markelle Fultz (7)      | Madison Square Garden 19 812    | 22 - 18 |
| 41    | 17 janvier | @ Atlanta       | D 104-106       | Paolo Banchero (26)     | Goga Bitadze (10)       | Paolo Banchero (4)      | State Farm Arena 14 541         | 22 - 19 |
| 42    | 19 janvier | Philadelphie    | D 109-124       | Wendell Carter Jr. (25) | Wendell Carter Jr. (11) | Paolo Banchero (6)      | Kia Center 19 063               | 22 - 20 |
| 43    | 21 janvier | Miami           | V 105-87        | Paolo Banchero (20)     | Paolo Banchero (10)     | Franz Wagner (5)        | Kia Center 18 102               | 23 - 20 |
| 44    | 22 janvier | Cleveland       | D 99-126        | Paolo Banchero (18)     | Wendell Carter Jr. (9)  | Paolo Banchero (6)      | Kia Center 19 301               | 23 - 21 |
| 45    | 26 janvier | @ Memphis       | D 106-107       | Paolo Banchero (27)     | Wendell Carter Jr. (9)  | Paolo Banchero (6)      | FedExForum 16 823               | 23 - 22 |
| 46    | 28 janvier | Phoenix         | V 113-98        | Paolo Banchero (26)     | Moritz Wagner (12)      | Banchero, F. Wagner (7) | Kia Center 18 823               | 24 - 22 |
| 47    | 29 janvier | @ Dallas        | D 129-131       | Paolo Banchero (36)     | Paolo Banchero (9)      | Cole Anthony (9)        | American Airlines Center 20 020 | 24 - 23 |
| 48    | 31 janvier | @ San Antonio   | V 108-98        | Paolo Banchero (25)     | Paolo Banchero (9)      | Paolo Banchero (7)      | Frost Bank Center 17 081        | 25 - 23 |

| Match                  | Date match | Équipe        | Score          | Meilleur marqueur   | Meilleur rebondeur       | Meilleur passeur        | Lieux Spectateurs                 | Série   |
| ---------------------- | ---------- | ------------- | -------------- | ------------------- | ------------------------ | ----------------------- | --------------------------------- | ------- |
| 49                     | 2 février  | @ Minnesota   | V 108-106      | Paolo Banchero (23) | Wendell Carter Jr. (12)  | Paolo Banchero (6)      | Target Center 18 024              | 26 - 23 |
| 50                     | 4 février  | @ Détroit     | V 111-99       | Franz Wagner (38)   | Banchero, Isaac (7)      | Paolo Banchero (7)      | Little Caesars Arena 17 982       | 27 - 23 |
| 51                     | 6 février  | @ Miami       | D 95-121       | Paolo Banchero (23) | Paolo Banchero (9)       | Paolo Banchero (7)      | Kaseya Center 19 600              | 27 - 24 |
| 52                     | 8 février  | San Antonio   | V 127-111      | Franz Wagner (34)   | Franz Wagner (7)         | Franz Wagner (7)        | Kia Center 19 074                 | 28 - 24 |
| 53                     | 10 février | Chicago       | V 114-108 (OT) | Franz Wagner (36)   | Jonathan Isaac (12)      | Paolo Banchero (8)      | Kia Center 19 459                 | 29 - 24 |
| 54                     | 13 février | Oklahoma City | D 113-127      | Paolo Banchero (23) | Trois joueurs (7)        | Paolo Banchero (10)     | Kia Center 19 301                 | 29 - 25 |
| 55                     | 14 février | New York      | V 118-100      | Paolo Banchero (36) | Banchero, Carter Jr. (6) | Franz Wagner (6)        | Kia Center 19 259                 | 30 - 25 |
| NBA All-Star Game 2024 |            |               |                |                     |                          |                         |                                   |         |
| 56                     | 22 février | @ Cleveland   | V 116-109      | Moritz Wagner (22)  | Isaac, M. Wagner (7)     | Cole Anthony (6)        | Rocket Mortgage FieldHouse 19 432 | 31 - 25 |
| 57                     | 24 février | @ Détroit     | V 112-109      | Paolo Banchero (15) | Wendell Carter Jr. (10)  | Cole Anthony (7)        | Little Caesars Arena 19 388       | 32 - 25 |
| 58                     | 25 février | @ Atlanta     | D 92-109       | Franz Wagner (19)   | Wendell Carter Jr. (10)  | Jalen Suggs (6)         | State Farm Arena 17 173           | 32 - 26 |
| 59                     | 27 février | Brooklyn      | V 108-81       | Franz Wagner (21)   | Wendell Carter Jr. (7)   | Franz Wagner (5)        | Kia Center 17 708                 | 33 - 26 |
| 60                     | 29 février | Utah          | V 115-107      | Paolo Banchero (29) | Moritz Wagner (10)       | Banchero, F. Wagner (6) | Kia Center 17 848                 | 34 - 26 |

| Match | Date match | Équipe              | Score     | Meilleur marqueur   | Meilleur rebondeur       | Meilleur passeur    | Lieux Spectateurs            | Série   |
| ----- | ---------- | ------------------- | --------- | ------------------- | ------------------------ | ------------------- | ---------------------------- | ------- |
| 61    | 3 mars     | Détroit             | V 113-91  | Paolo Banchero (29) | Trois joueurs (8)        | Paolo Banchero (5)  | Kia Center 19 459            | 35 - 26 |
| 62    | 5 mars     | @ Charlotte         | V 101-89  | Paolo Banchero (22) | Wendell Carter Jr. (9)   | Joe Ingles (8)      | Spectrum Center 15 928       | 36 - 26 |
| 63    | 6 mars     | @ Washington        | V 119-109 | Franz Wagner (28)   | Goga Bitadze (8)         | Paolo Banchero (10) | Capital One Arena 16 018     | 37 - 26 |
| 64    | 8 mars     | @ New York          | D 74-98   | Paolo Banchero (23) | Banchero, Carter Jr. (9) | Cole Anthony (5)    | Madison Square Garden 19 812 | 37 - 27 |
| 65    | 10 mars    | Indiana             | D 97-111  | Paolo Banchero (19) | Wendell Carter Jr. (15)  | Paolo Banchero (5)  | Kia Center 19 481            | 37 - 28 |
| 66    | 13 mars    | Brooklyn            | V 114-106 | Paolo Banchero (21) | Carter Jr., Fultz (8)    | Paolo Banchero (9)  | Kia Center 18 846            | 38 - 28 |
| 67    | 15 mars    | @ Toronto           | V 113-103 | Franz Wagner (19)   | Paolo Banchero (9)       | Paolo Banchero (8)  | Scotiabank Arena 19 800      | 39 - 28 |
| 68    | 17 mars    | Toronto             | V 111-96  | Paolo Banchero (29) | Franz Wagner (8)         | Paolo Banchero (5)  | Kia Center 18 846            | 40 - 28 |
| 69    | 19 mars    | Charlotte           | V 112-92  | Cole Anthony (21)   | Wendell Carter Jr. (8)   | Jalen Suggs (6)     | Kia Center 18 846            | 41 - 28 |
| 70    | 21 mars    | La Nouvelle-Orléans | V 121-106 | Jalen Suggs (22)    | Paolo Banchero (10)      | Paolo Banchero (11) | Kia Center 17 094            | 42 - 28 |
| 71    | 23 mars    | Sacramento          | D 107-109 | Jonathan Isaac (25) | Wendell Carter Jr. (11)  | Cole Anthony (6)    | Kia Center 18 307            | 42 - 29 |
| 72    | 27 mars    | Golden State        | D 93-101  | Cole Anthony (26)   | Paolo Banchero (8)       | Moritz Wagner (7)   | Kia Center 19 210            | 42 - 30 |
| 73    | 29 mars    | L.A. Clippers       | D 97-100  | Paolo Banchero (23) | Moritz Wagner (9)        | Jalen Suggs (5)     | Kia Center 19 452            | 42 - 31 |
| 74    | 30 mars    | Memphis             | V 118-88  | Trois joueurs (15)  | Wendell Carter Jr. (13)  | Paolo Banchero (7)  | Kia Center 18 009            | 43 - 31 |

| Match | Date match | Équipe                | Score     | Meilleur marqueur   | Meilleur rebondeur      | Meilleur passeur   | Lieux Spectateurs           | Série   |
| ----- | ---------- | --------------------- | --------- | ------------------- | ----------------------- | ------------------ | --------------------------- | ------- |
| 75    | 1er avril  | Portland              | V 104-103 | Franz Wagner (20)   | Wendell Carter Jr. (13) | Jalen Suggs (7)    | Kia Center 19 004           | 44 - 31 |
| 76    | 3 avril    | @ La Nouvelle-Orléans | V 117-108 | Paolo Banchero (32) | Wendell Carter Jr. (11) | Cole Anthony (6)   | Smoothie King Center 16 427 | 45 - 31 |
| 77    | 5 avril    | @ Charlotte           | D 115-124 | Paolo Banchero (32) | Paolo Banchero (8)      | Paolo Banchero (8) | Spectrum Center 16 374      | 45 - 32 |
| 78    | 7 avril    | Chicago               | V 113-98  | Paolo Banchero (24) | Wendell Carter Jr. (8)  | Trois joueurs (5)  | Kia Center 19 276           | 46 - 32 |
| 79    | 9 avril    | @ Houston             | D 106-118 | Paolo Banchero (21) | Jonathan Isaac (8)      | Paolo Banchero (6) | Toyota Center 18 055        | 46 - 33 |
| 80    | 10 avril   | @ Milwaukee           | D 99-117  | Cole Anthony (23)   | Paolo Banchero (6)      | Paolo Banchero (6) | Fiserv Forum 17 563         | 46 - 34 |
| 81    | 12 avril   | @ Philadelphie        | D 113-125 | Franz Wagner (24)   | Paolo Banchero (15)     | Paolo Banchero (7) | Wells Fargo Center 20 149   | 46 - 35 |
| 82    | 14 avril   | Milwaukee             | V 113-88  | Paolo Banchero (26) | Paolo Banchero (11)     | Paolo Banchero (7) | Kia Center 18 846           | 47 - 35 |

### Playoffs
| Playoffs Total: 3-4 (Domicile : 3-0; Extérieur : 0-4) |

| Match | Date match | Équipe      | Score     | Meilleur marqueur   | Meilleur rebondeur      | Meilleur passeur   | Lieux Spectateurs                 | Série |
| ----- | ---------- | ----------- | --------- | ------------------- | ----------------------- | ------------------ | --------------------------------- | ----- |
| 1     | 20 avril   | @ Cleveland | D 83-97   | Paolo Banchero (24) | Banchero, F. Wagner (7) | Paolo Banchero (5) | Rocket Mortgage FieldHouse 19 432 | 0 - 1 |
| 2     | 22 avril   | @ Cleveland | D 86-96   | Paolo Banchero (21) | Franz Wagner (7)        | Jalen Suggs (5)    | Rocket Mortgage FieldHouse 19 432 | 0 - 2 |
| 3     | 25 avril   | Cleveland   | V 121-83  | Paolo Banchero (31) | Paolo Banchero (14)     | Franz Wagner (8)   | Kia Center 18 846                 | 1 - 2 |
| 4     | 27 avril   | Cleveland   | V 112-89  | Franz Wagner (34)   | Franz Wagner (13)       | Paolo Banchero (5) | Kia Center 18 933                 | 2 - 2 |
| 5     | 30 avril   | @ Cleveland | D 103-104 | Paolo Banchero (39) | Wendell Carter Jr. (11) | Franz Wagner (6)   | Rocket Mortgage FieldHouse 19 432 | 2 - 3 |
| 6     | 3 mai      | Cleveland   | V 103-96  | Paolo Banchero (27) | Carter Jr., Isaac (9)   | Trois joueurs (4)  | Kia Center 19 193                 | 3 - 3 |
| 7     | 5 mai      | @ Cleveland | D 94-106  | Paolo Banchero (38) | Paolo Banchero (16)     | Franz Wagner (6)   | Rocket Mortgage FieldHouse 19 432 | 3 - 4 |

### Confrontations en saison régulière
| Conférence Est      | Conférence Est                              | Conférence Est                              | Conférence Est                              | Conférence Est                              | Conférence Ouest                            | Conférence Ouest                            | Conférence Ouest                            |
| Division Atlantique | Division Atlantique                         | Division Atlantique                         | Division Atlantique                         | Division Atlantique                         | Division Nord-Ouest                         | Division Nord-Ouest                         | Division Nord-Ouest                         |
| Équipe              | Domicile                                    | Domicile                                    | Extérieur                                   | Extérieur                                   | Équipe                                      | Domicile                                    | Extérieur                                   |
| ------------------- | ------------------------------------------- | ------------------------------------------- | ------------------------------------------- | ------------------------------------------- | ------------------------------------------- | ------------------------------------------- | ------------------------------------------- |
| Boston              | 113-96                                      |                                             | 111-128                                     | 97-114                                      | Denver                                      | 124-119                                     | 122-120                                     |
| Brooklyn            | 108-81                                      | 114-106                                     | 104-124                                     | 101-129                                     | Minnesota                                   | 92-113                                      | 108-106                                     |
| New York            | 117-108                                     | 118-100                                     | 98-94                                       | 74-98                                       | Oklahoma City                               | 113-127                                     | 100-112                                     |
| Philadelphie        | 92-112                                      | 109-124                                     | 113-125                                     |                                             | Portland                                    | 104-103                                     | 102-97                                      |
| Toronto             | 126-107                                     | 111-96                                      | 113-103                                     |                                             | Utah                                        | 115-107                                     | 115-113                                     |
| Division            | 9–8 (Domicile : 7-2; Extérieur : 2-6)       | 9–8 (Domicile : 7-2; Extérieur : 2-6)       | 9–8 (Domicile : 7-2; Extérieur : 2-6)       | 9–8 (Domicile : 7-2; Extérieur : 2-6)       | Division                                    | 7–3 (Domicile : 3-2; Extérieur : 4-1)       | 7–3 (Domicile : 3-2; Extérieur : 4-1)       |
| Division Centrale   | Division Centrale                           | Division Centrale                           | Division Centrale                           | Division Centrale                           | Division Pacifique                          | Division Pacifique                          | Division Pacifique                          |
| Équipe              | Domicile                                    | Domicile                                    | Extérieur                                   | Extérieur                                   | Équipe                                      | Domicile                                    | Extérieur                                   |
| Chicago             | 114-108 (OT)                                |                                             | 96-94                                       | 103-97                                      | Golden State                                | 93-101                                      | 115-121                                     |
| Cleveland           | 104-94                                      | 99-126                                      | 111-121                                     | 116-109                                     | L.A. Clippers                               | 97-100                                      | 102-118                                     |
| Détroit             | 123-91                                      | 113-91                                      | 111-99                                      | 112-109                                     | L.A. Lakers                                 | 120-101                                     | 103-106                                     |
| Indiana             | 97-111                                      |                                             | 128-116                                     | 117-110                                     | Phoenix                                     | 113-98                                      | 107-112                                     |
| Milwaukee           | 112-97                                      | 113-88                                      | 114-118                                     | 99-117                                      | Sacramento                                  | 107-109                                     | 135-138 (2OT)                               |
| Division            | 13–6 (Domicile : 6-3; Extérieur : 7-3)      | 13–6 (Domicile : 6-3; Extérieur : 7-3)      | 13–6 (Domicile : 6-3; Extérieur : 7-3)      | 13–6 (Domicile : 6-3; Extérieur : 7-3)      | Division                                    | 2–7 (Domicile : 2-2; Extérieur : 0-5)       | 2–7 (Domicile : 2-2; Extérieur : 0-5)       |
| Division Sud-Est    | Division Sud-Est                            | Division Sud-Est                            | Division Sud-Est                            | Division Sud-Est                            | Division Sud-Ouest                          | Division Sud-Ouest                          | Division Sud-Ouest                          |
| Équipe              | Domicile                                    | Domicile                                    | Extérieur                                   | Extérieur                                   | Équipe                                      | Domicile                                    | Extérieur                                   |
| Atlanta             | 119-120                                     | 117-110 (OT)                                | 104-106                                     | 92-109                                      | Dallas                                      | 102-117                                     | 129-131                                     |
| Charlotte           | 130-117                                     | 112-92                                      | 101-89                                      | 115-124                                     | Houston                                     | 116-86                                      | 106-118                                     |
| Miami               | 106-115                                     | 105-87                                      | 96-99                                       | 95-121                                      | Memphis                                     | 118-88                                      | 106-107                                     |
|                     |                                             |                                             |                                             |                                             | New Orleans                                 | 121-106                                     | 117-108                                     |
| Washington          | 139-120                                     | 130-125                                     | 127-119                                     | 119-109                                     | San Antonio                                 | 127-111                                     | 108-98                                      |
| Division            | 9–7 (Domicile : 6-2; Extérieur : 3-5)       | 9–7 (Domicile : 6-2; Extérieur : 3-5)       | 9–7 (Domicile : 6-2; Extérieur : 3-5)       | 9–7 (Domicile : 6-2; Extérieur : 3-5)       | Division                                    | 5–4 (Domicile : 3-1; Extérieur : 2-3)       | 5–4 (Domicile : 3-1; Extérieur : 2-3)       |
| Conférence          | 31–20 (Domicile : 19–6; Extérieur : 12–14)  | 31–20 (Domicile : 19–6; Extérieur : 12–14)  | 31–20 (Domicile : 19–6; Extérieur : 12–14)  | 31–20 (Domicile : 19–6; Extérieur : 12–14)  | Conférence                                  | 15–15 (Domicile : 9–6; Extérieur : 6–9)     | 15–15 (Domicile : 9–6; Extérieur : 6–9)     |
| Total               | 46–35 (Domicile : 28–12; Extérieur : 18–23) | 46–35 (Domicile : 28–12; Extérieur : 18–23) | 46–35 (Domicile : 28–12; Extérieur : 18–23) | 46–35 (Domicile : 28–12; Extérieur : 18–23) | 46–35 (Domicile : 28–12; Extérieur : 18–23) | 46–35 (Domicile : 28–12; Extérieur : 18–23) | 46–35 (Domicile : 28–12; Extérieur : 18–23) |

## Classements

### Saison régulière
| Conférence Est | Conférence Est             | Conférence Est | Conférence Est | Conférence Est | Conférence Est | Conférence Est | Conférence Est |
| No             | Franchise                  | Vic.           | Déf.           | MJ             | V/D            | GB             |                |
| -------------- | -------------------------- | -------------- | -------------- | -------------- | -------------- | -------------- | -------------- |
| 1              | z - Celtics de Boston      | 64             | 18             | 82             | .780           | –              |                |
| 2              | x - Knicks de New York     | 50             | 32             | 82             | .610           | 14             |                |
| 3              | y - Bucks de Milwaukee     | 49             | 33             | 82             | .598           | 15             |                |
| 4              | x - Cavaliers de Cleveland | 48             | 34             | 82             | .585           | 16             |                |
| 5              | y - Magic d'Orlando        | 47             | 35             | 82             | .573           | 17             |                |
| 6              | x - Pacers de l'Indiana    | 47             | 35             | 82             | .573           | 17             |                |
|                |                            |                |                |                |                |                |                |
| 7              | x - 76ers de Philadelphie  | 47             | 35             | 82             | .573           | 17             |                |
| 8              | x - Heat de Miami          | 46             | 36             | 82             | .561           | 18             |                |
| 9              | pi - Bulls de Chicago      | 39             | 43             | 82             | .476           | 25             |                |
| 10             | pi - Hawks d'Atlanta       | 36             | 46             | 82             | .439           | 28             |                |
|                |                            |                |                |                |                |                |                |
| 11             | o - Nets de Brooklyn       | 32             | 50             | 82             | .390           | 32             |                |
| 12             | o - Raptors de Toronto     | 25             | 57             | 82             | .305           | 39             |                |
| 13             | o - Hornets de Charlotte   | 21             | 61             | 82             | .256           | 43             |                |
| 14             | o - Wizards de Washington  | 15             | 67             | 82             | .183           | 49             |                |
| 15             | o - Pistons de Détroit     | 14             | 68             | 82             | .171           | 50             |                |

| Division Sud-Est          | V  | D  | MJ | V/D  | GB | Dom   | Ext   | Div  |
| ------------------------- | -- | -- | -- | ---- | -- | ----- | ----- | ---- |
| y - Magic d'Orlando       | 47 | 35 | 82 | .573 | –  | 29-12 | 18-23 | 9-7  |
| x - Heat de Miami         | 46 | 36 | 82 | .561 | 1  | 22-19 | 24-17 | 13-3 |
| pi - Hawks d'Atlanta      | 36 | 46 | 82 | .439 | 11 | 21-20 | 15-26 | 8-8  |
| o - Hornets de Charlotte  | 21 | 61 | 82 | .256 | 26 | 11-30 | 10-31 | 6-10 |
| o - Wizards de Washington | 15 | 67 | 82 | .183 | 32 | 7-34  | 8-33  | 4-12 |

### NBA In-Season Tournament
| Rang | Équipe             | Pts | J | G | P | Pp  | Pc  | Diff |
| ---- | ------------------ | --- | - | - | - | --- | --- | ---- |
| 1    | Celtics de Boston  | 7   | 4 | 3 | 1 | 449 | 422 | 27   |
| 2    | Magic d'Orlando    | 7   | 4 | 3 | 1 | 446 | 424 | 22   |
| 3    | Nets de Brooklyn   | 7   | 4 | 3 | 1 | 455 | 435 | 20   |
| 4    | Raptors de Toronto | 4   | 4 | 1 | 3 | 436 | 457 | -21  |
| 5    | Bulls de Chicago   | 4   | 4 | 0 | 4 | 409 | 457 | -48  |